# Alfa Romeo 8C

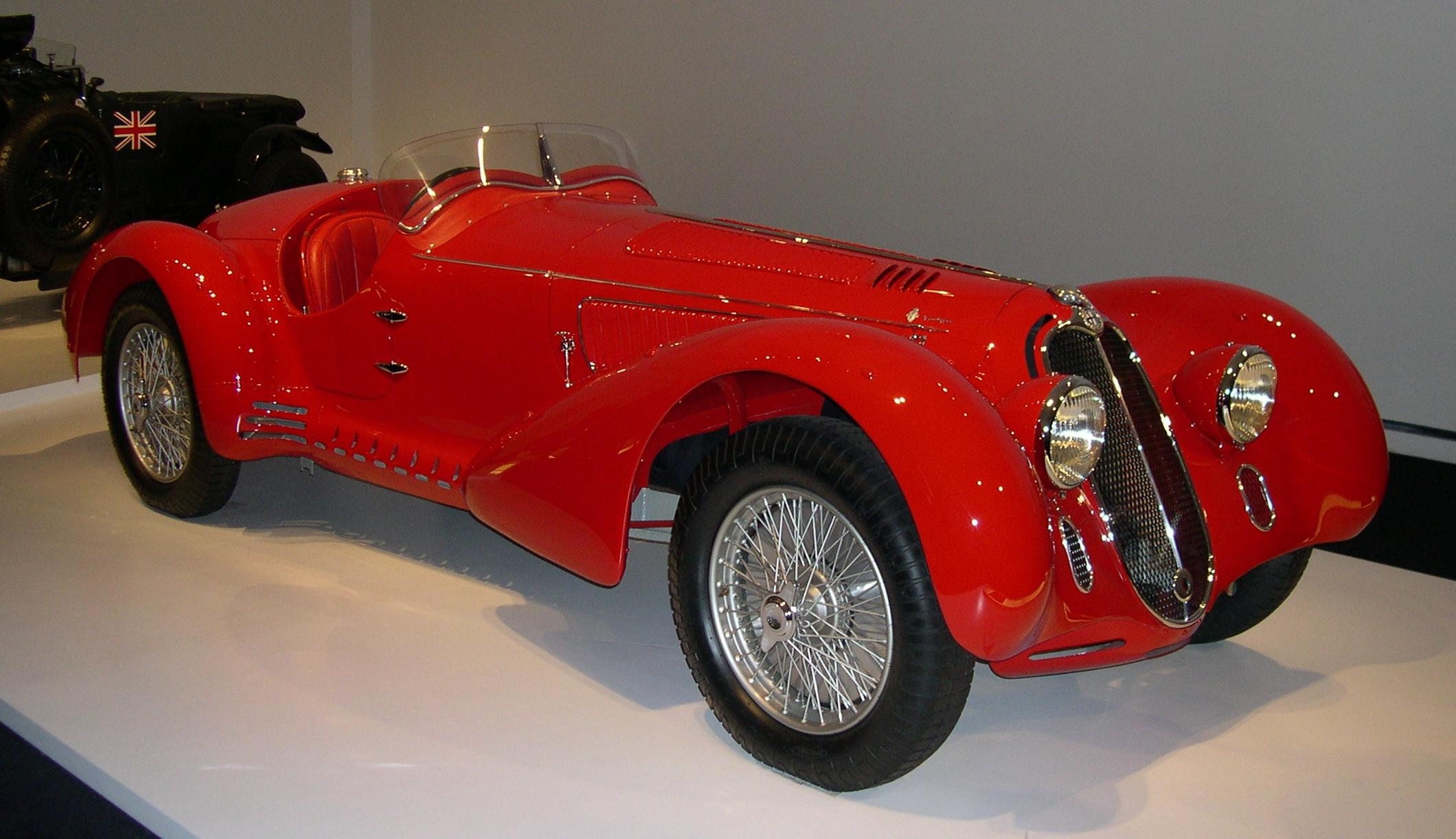
Alfa Romeo 8C 2900 Mille Miglia uit 1938

Alfa Romeo 8C is een reeks sportwagens met acht cilinders gebouwd in de jaren 30 door het Italiaanse automerk Alfa Romeo. In 2004 werd een concept wagen gebouwd met de naam 8C Competizione.

## 8C 2300
Tussen 1931 en 1934 werd de 8C 2300 motor gemaakt, ter vervanging van de succesvolle 6C 1750. De motor, ontworpen door Vittorio Jano, had 8 cilinders in lijn en een cilinderinhoud van 2336 cc. De motor werd zowel gebruikt in een spider met korte wielbasis, de
Torpedo met lange wielbasis als een speciale eenzitter gebouwd voor Grand Prix racing. Een maximaal vermogen van 180 pk en een topsnelheid van 215 km/u werden uit deze acht cilinder gehaald. Prestaties die van deze wagen de meest succesvolle racewagen uit zijn tijd maakte. De Alfa Romeo
8C 2300 won onder andere de Mille Miglia (1000 mijl), viermaal de 24 uur van Le Mans, de 24 uur van Spa-Francorchamps, ...

## 8C 2900

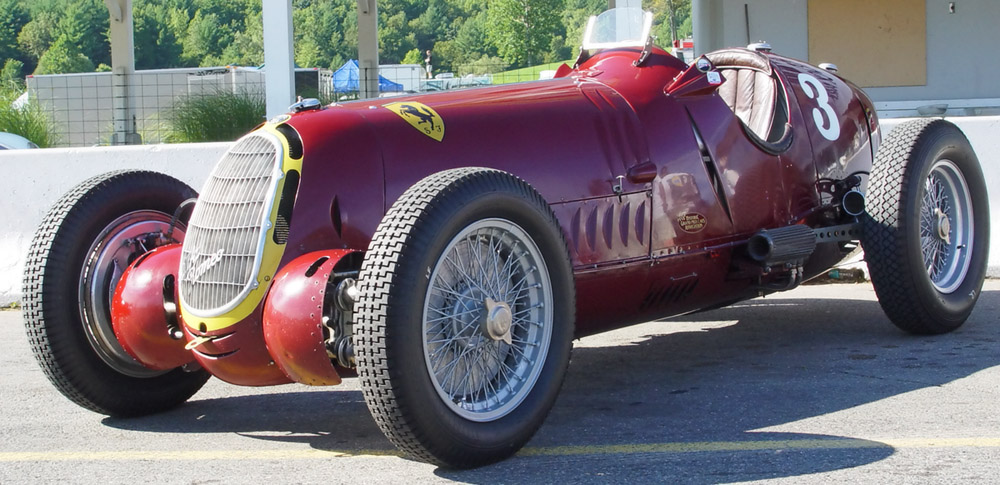
Alfa Romeo 8C 2900 Scuderia Ferrari

In 1935 werd een 2905 cc versie gebouwd van de 8C, wat resulteerde in de 8C 2900A. De 8C 2900A kon beschikken over 220 paardenkrachten en debuteerde in de Mille Miglia in 1936 met waar het de drie eerste plaatsen won. In 1937 volgde de 2900B met een 180 pk sterke motor, beter geschikt voor de straat. Twee types werden gebouwd: een spider racemodel met twee zitplaatsen en een coupé met vier zitplaatsen.

## 8C Competizione
In 2003 verraste Alfa Romeo iedereen op het autosalon van Frankfurt met de voorstelling van een nieuwe acht cilinder sportwagen: de 8C Competizione. Opnieuw werd de naam 8C gebruikt, als verwijzing naar de rijke geschiedenis van het merk.